# Bernhard Leitner
Bernhard Leitner (* 1938 in Feldkirch) ist ein österreichischer Künstler, Autor und Universitätsprofessor (New York University, Universität für angewandte Kunst Wien).

## Leben
Nach der Matura 1956 am Akademischen Gymnasium Innsbruck studierte Bernhard Leitner Architektur an der Technischen Hochschule in Wien. Von 1963 bis 1966 arbeitete er unter anderem Mitarbeit im AUA (Atelier d’urbanisme et d’architecture) und im Atelier Paul Bossard mit. Von 1969 bis 1971 war er als Urban Designer im Department of City Planning von New York tätig, und ab 1972 Associate Professor und Co-Direktor des Studienprogramms Urban Design-Humanistic Perspectives an der New York University. Von 1982 bis 1986 lebte er als freischaffender Künstler in Berlin. Ab 1987 Übernahme der Meisterklasse für Medienübergreifende Kunst an der Universität für angewandte Kunst in Wien (Emeritierung 2005).
Seit 1993 besitzt Bernhard Leitner in Gaindorf bei Ravelsbach die ehemalige Getreidemühle Kasparek, die er sanieren und zu einem Atelier, Ausstellungs- und Wohnort umbauen ließ.

## Werk
1969 beginnt Bernhard Leitner seine „Ton-Raum-Untersuchungen“, die aus der Idee entwickelt wurden, mit Ton als skulpturalem, architektonischem Material Raum zu gestalten.
Ausstellungen (Auswahl): PS1 New York (1979), Documenta 7, Biennale Venedig (1986), ZKM Karlsruhe (2002, 2012), Museum moderner Kunst Wien (1981), Akademie der Künste Berlin (1999, 2006), Musée d’art moderne de la Ville de Paris (1980), Kunsthalle Bremen (2001), Ars Electronica (1982), Kunstfest Weimar (2004), Tiroler Landesmuseum (2003, 2008), Nationalgalerie Berlin im Hamburger Bahnhof (1999, 2008), Kolumba Museum Köln (2012, 2014).
Permanente Installationen (Auswahl): Ton-Raum TU Berlin (seit 1984), LE CYLINDRE SONORE, Parc de la Villette Paris (seit 1987), Ton-Raum Buchberg (seit 1991), Klangstein Kulturbezirk St. Pölten (seit 2003)
Von 1969 bis 1971 betrieb Bernhard Leitner die Rettung des Wittgenstein Hauses in Wien vor dem Abbruch.

## Auszeichnungen
- 1999 Preis der Stadt Wien für Bildende Kunst
- 2002 Würdigungspreis für Medienkunst, Land Niederösterreich
- 2002 Ehrenpreis des Deutschen Klangkunst-Preises
- 2007 Friedlieb Ferdinand Runge-Preis, Berlin
- 2015 Österreichischer Kunstpreis für Video- und Medienkunst

## Veröffentlichungen
- 1978: „TON:RAUM SOUND:SPACE“, DuMont Buchverlag Köln, ISBN 3-7701-1029-3.
- 1978: „SOUND:SPACE“, New York University Press
- 1981: „TON:RAUM, Arbeiten 1971–1981“, Schriftenreihe des Museums moderner Kunst Wien, Nr. 15
- 1997: „Geometry of Sound“, Cantz Verlag, Ostfildern, ISBN 3-89322-936-1
- 1998: „SOUND:SPACE“, Cantz Verlag, Ostfildern, ISBN 3-89322-411-4 (deutsche Ausgabe), ISBN 3-89322-444-0 (englische Ausgabe)
- 2003: „Kopfräume“, Hatje Cantz Verlag, Ostfildern, ISBN 3-7757-1298-4
- 2008: „.P.U.L.S.E., Räume der Zeit“, Hatje Cantz Verlag, Ostfildern, ISBN 978-3-7757-2047-2
- 2008: „TonRaumSkulptur“, Museum für Gegenwart, Hamburger Bahnhof 12 und DuMont Köln, ISBN 978-3-88609-614-5
- 2008: „Pulsierende Stille, TonRaumSkulpturen“, Tiroler Landesmuseum Ferdinandeum, ISBN 978-3-900083-18-2
- 2015: „Skizzenbuch.Notation.Ton-Räume“, Hatje Cantz Verlag, Ostfildern, ISBN 978-3-7757-4076-0